# Tiger Okoshi

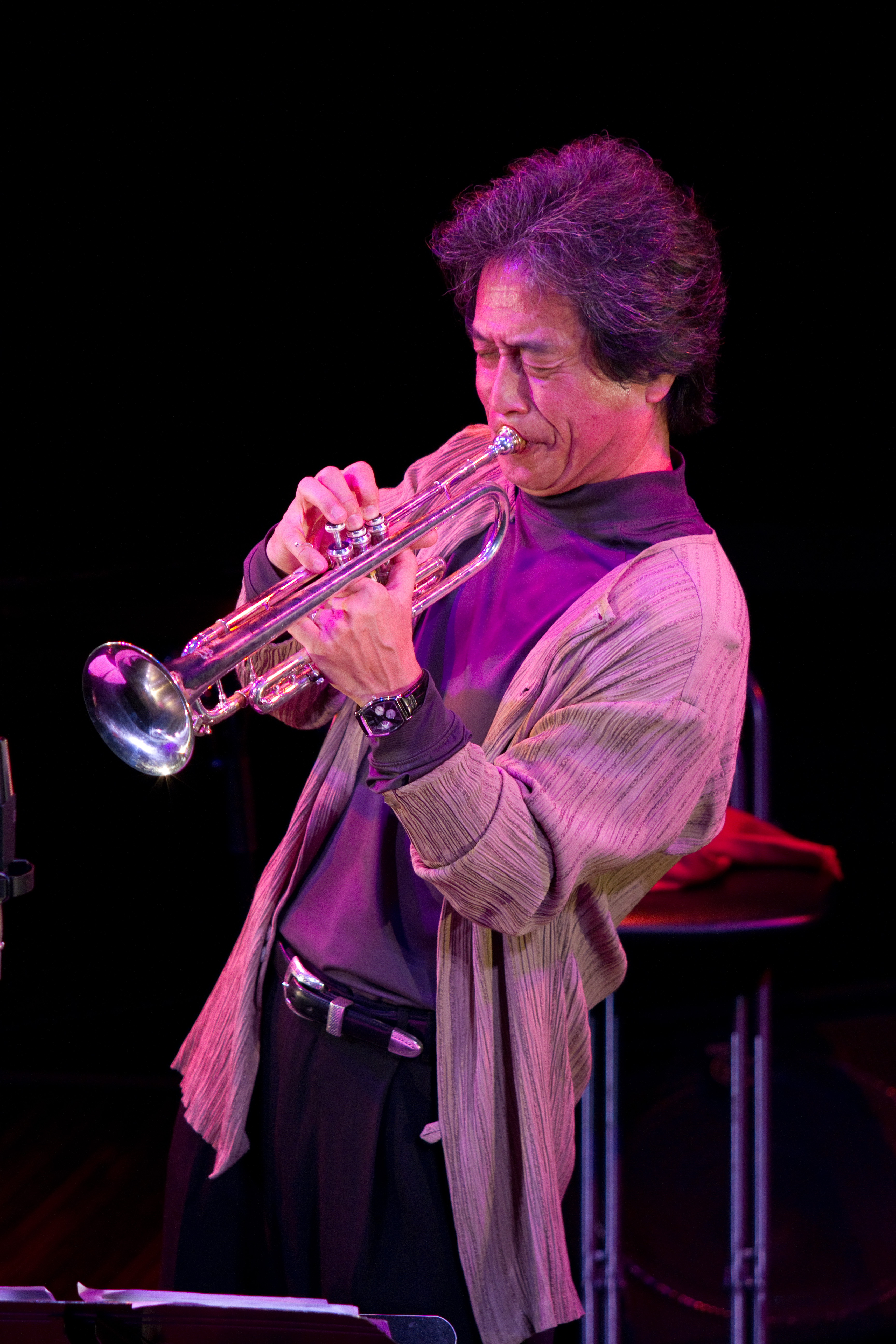
Tiger Okoshi (2011)

Toru "Tiger" Okoshi (Japans: 徹 タイガー大越, Tōru Taigā Ōgoshi) (Ashiya, 21 maart 1950) is een Amerikaanse fusion-trompettist van Japanse komaf.
Okoshi begon op zijn dertiende (als autodidact) trompet te spelen. Hij studeerde economie aan Kwansei Gakuin University. In 1972 verhuisde hij naar Amerika en ging daar studeren aan Berklee College of Music. Hij studeerde er summa cum laude af in 1975. In de jaren 70 werkte hij samen met Gary Burton en in 1974 speelde hij met het Mike Gibbs Orchestra in Carnegie Hall. Hierna toerde hij met Buddy Rich in Amerika. In 1981 kwam hij met zijn eerste eigen plaat. In de jaren tachtig speelde hij mee op albums van Bob Moses en Dave Grusin. Later dat decennium ging hij spelen met het orkest van George Russell. In de jaren erna heeft hij verschillende platen gemaakt. Hij heeft langdurig samengewerkt met Lorraine Desmarais.

## Discografie (selectie)

### Als leider
- Times Square (ECM, 1978)
- Tiger's Baku (JVC, 1981) met Vinnie Colaiuta, Gerry Etkins, Steve Forman, Robert Gonzales, Quinous Johnson, Tim Landers, Mike Stern
- Mudd Cake (JVC, 1982)
- Face to Face (JVC, 1989) met Gerry Etkins, Rikiya Higashihara, Takayuki Hijikata, Koh Shimizu
- That Was Then, This Is Now (JVC, 1990) met Gerry Etkins, Rikiya Higashihara, Takayuki Hijikata, Koh Shimizu
- Echoes of a Note (JVC, 1993) met Jay Anderson, Peter Erskine, Béla Fleck, Gil Goldstein, Mike Stern
- Two Sides to Every Story (JVC, 1994) met Jack DeJohnette, Vic Firth, Gil Goldstein, Dave Holland, Mike Stern
- Color of Soil (JVC, 1998) met Jay Anderson, Kenny Barron, Mino Cinelu, Hank Roberts
- Plays Standard (Geneon, 2008)

### Als sideman
Met Bruce Arnold
- Orpheus Again (2010)[2]

- CiNii: DA1671862X
- International Standard Name Identifier: 0000 0001 1491 6456
- Library of Congress Control Number: n79088111
- MusicBrainz: 6f82fcd6-5210-4a15-a475-98de3bac6bf3
- Nationale Bibliotheek van Tsjechië: xx0120958
- Nationale Bibliotheek van Israël: 987007315143105171
- Nederlandse Thesaurus van Auteursnamen: 102429138
- Virtual International Authority File: 50504669
- WorldCat: E39PBJy488WPGrvxDhvQ6MBkjC